# Dolmen dels Plans de Ferran
El Dolmen dels Plans de Ferran és un sepulcre megalític ubicat a Santa Coloma de Queralt, en els confins del terme municipal d'Argençola (Anoia), inclòs a l'Inventari del Patrimoni Arqueològic i Paleontològic de Catalunya.

## Descripció

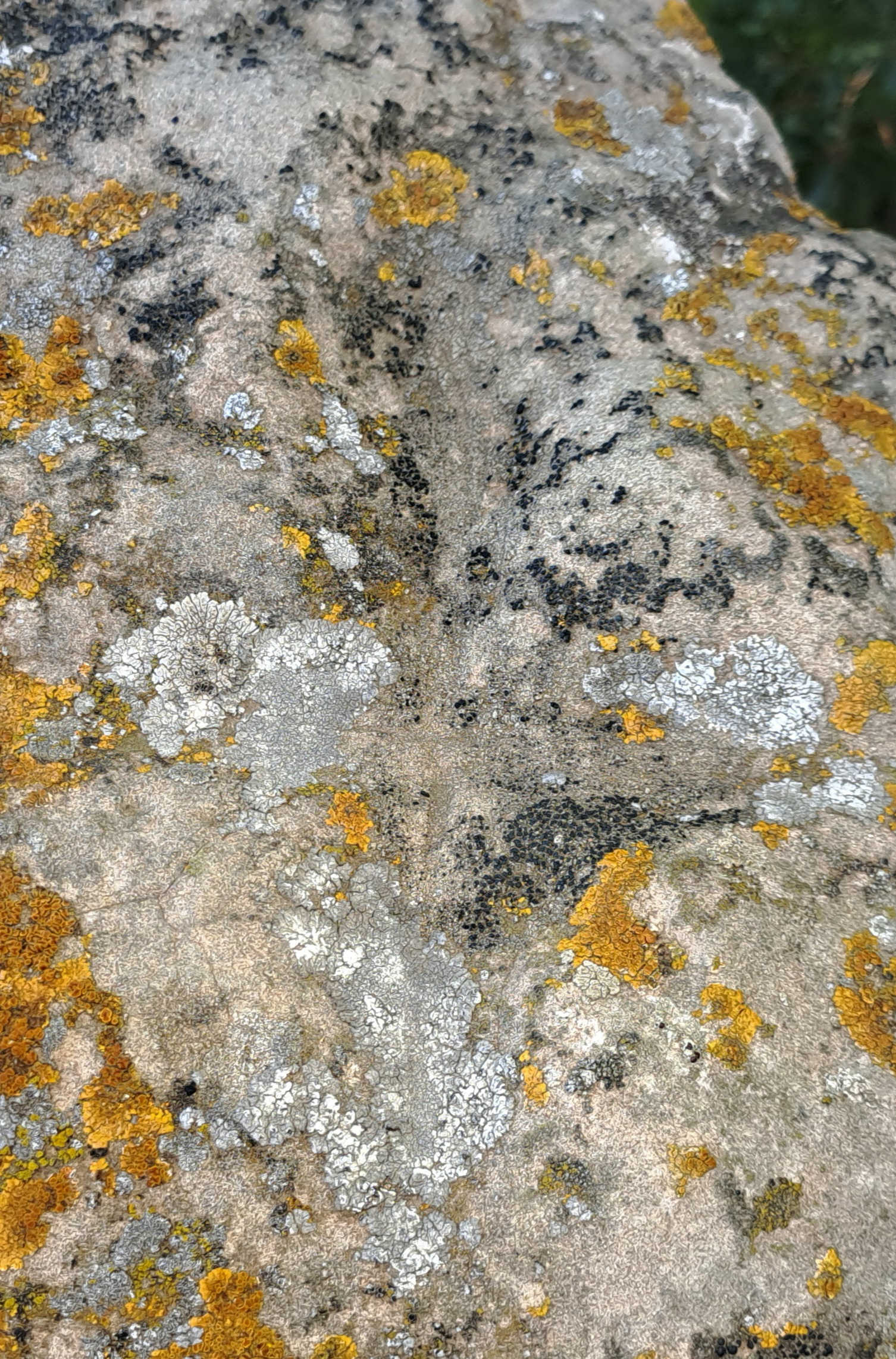
Creu gravada a la coberta

Sepulcre megalític de tipus quadrangular, erigit sobre un túmul natural completat amb pedres i terra, de perímetre quasi circular. Està orientat en direcció Nord-Sud, amb una desviació de 20° a l’oest. Està format per lloses: una de capçalera, una per cada lateral, i dues més petites de tancament. En la coberta, de forma triangular, es conserven gravats de creus llatines, d’època desconeguda, i dues cassoletes.
En les excavacions realitzades fetes el 1973 per Ricard Batista, Maria Àngels Batista, Domingo Corbella i Araceli Martín, els investigadors van identificar-hi les següents restes:
Restes humanes:
Crani 1. Dona de 35-40 anys
Crani 2. Home de 18-20 anys
Crani 3. Home de 40 anys aproximadament
Crani 4.  Persona de 15-20 anys
Crani 5. Persona de 8 anys aproximadament
Crani 6. Home. 18-20 anys aproximadament
Mandíbula A. Persona d’uns onze anys
Mandíbula B. Home de més de 18 anys
Mandíbula C. Home d’uns 18 anys
Mandíbula D. Dona de més de 18 anys
Mandíbula E. Dona d’uns 18 anys.
Mandíbula F. Dona d’uns 18 anys
Mandíbula G. Dona de 40 anys aproximadament.
També es van identificar tres húmers, un radi, dinous fèmurs, divuit tíbies, diversos fragments de cúbits, quatre maxil·lars superiors, i 152 dues peces dents. Segons els investigadors, en la cista hi havia inhumats un mínim de deu adults i quatre infants, pertanyents a un grup homogeni, d’una alçada mitjana d’entre 161 i 164 centímetres, i sense predomini de sexe.
Restes decoratives:
La investigació també va permetre identificar quaranta-vuit fragments de ceràmica a mà, un anell de bronze circular fet amb motlle, una anella de bronze sense soldar i un botó de petxina piramidal amb perforació en V.

## Història
Es considera que el sepulcre megalític pertany al Bronze Antic-mig, en un període comprès entre el 2000 aC i el 1200 aC.
En el moment de la descoberta de les restes, per l’igualadí Jordi Enrich el 1973, aquestes ja havien estat manipulades.  El 2007, els serveis de delimitació de la Generalitat van determinar que la cista dolmènica, fins llavors ubicada a Argençola, pertany al terme municipal de Santa Coloma de Queralt. El 2010 es van realitzar projeccions superficials entorn del sepulcre sense trobar-hi cap altra resta arqueològica.